# Eugen von Knilling

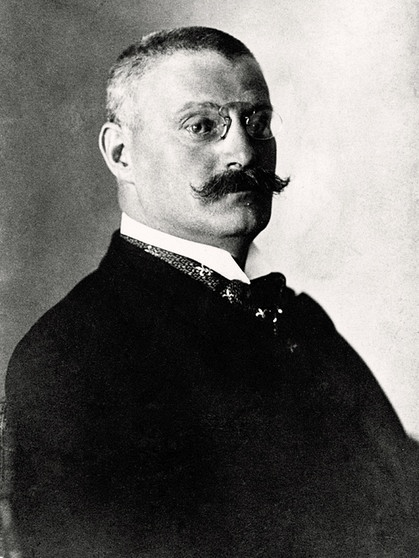
Eugen von Knilling

Eugen Knilling, seit 1910 Ritter von Knilling (* 1. August 1865 in München; † 20. Oktober 1927 ebenda), war ein deutscher Politiker (BVP).

## Leben
Nach dem Abitur 1884 am Wilhelmsgymnasium München studierte er bis 1890 Rechtswissenschaften in München. Dabei war er Stipendiat der Stiftung Maximilianeum. Während seines Studiums wurde er Mitglied des AGV München im Sondershäuser Verband.
Knilling war während der Monarchie Mitglied der Bayerischen Zentrumspartei. Er war vom 10. Februar 1912 bis 8. November 1918 Kultusminister des Königreichs Bayern. Als solcher zählte er zum Kabinett Hertling und anschließend zum Kabinett Dandl. 
Knilling war danach während der Zeit der Weimarer Republik von November 1922 bis Juli 1924 bayerischer Ministerpräsident und Außenminister im Kabinett Knilling.
In seine Regierungszeit fallen die deutsche Inflation und die Hyperinflation 1923 während der Ruhrbesetzung. 
Im Herbst 1923 rief die Reichsregierung unter Kanzler Stresemann das Ende des passiven Widerstandes gegen die Ruhrbesetzung aus. Dies nahm die bayerische Staatsregierung unter Knillings Führung zum Anlass, den Ausnahmezustand auszurufen und Gustav Ritter von Kahr zum Generalstaatskommissar mit diktatorischen Vollmachten zu ernennen, was einen offenen Bruch mit dem Deutschen Reich bedeutete. In Folge dieser Krise kam es im November 1923 zum Hitler-Ludendorff-Putsch, der diese Situation ebenfalls ausnutzen wollte, aber scheiterte.
Die Regierung Knilling legte im Januar 1924 die erste der vier bayerischen Regierungsdenkschriften zur Reichs- und Verfassungsreform vor, in denen föderalistische Prinzipien eingefordert wurden. Anfang 1924 schloss der Freistaat Bayern ein Konkordat mit dem Heiligen Stuhl. 
Knilling trat nach der Landtagswahl im Mai 1924 zurück, weil die BVP nur 32,8 % (nach 39,4 % im Juni 1920) der Stimmen erhalten hatte. Sein Nachfolger wurde Heinrich Held, ebenfalls von der BVP.

## Ehrungen
Für seine Leistungen wurde er 1910 durch Prinzregent Luitpold mit dem Ritterkreuz des Verdienstordens der Bayerischen Krone ausgezeichnet. Mit der Verleihung war die Erhebung in den persönlichen Adelsstand verbunden und er durfte sich nach der Eintragung in die Adelsmatrikel Ritter von Knilling nennen. 1913 hatte Knilling außerdem den Verdienstorden vom Heiligen Michael I. Klasse erhalten.

## Radiobeitrag
- Hans Hinterberger: Eugen von Knilling - Ein Ministerpräsident und der Hitlerputsch, Bayerischer Rundfunk 2015